# Vòng cung tròn thiên đỉnh

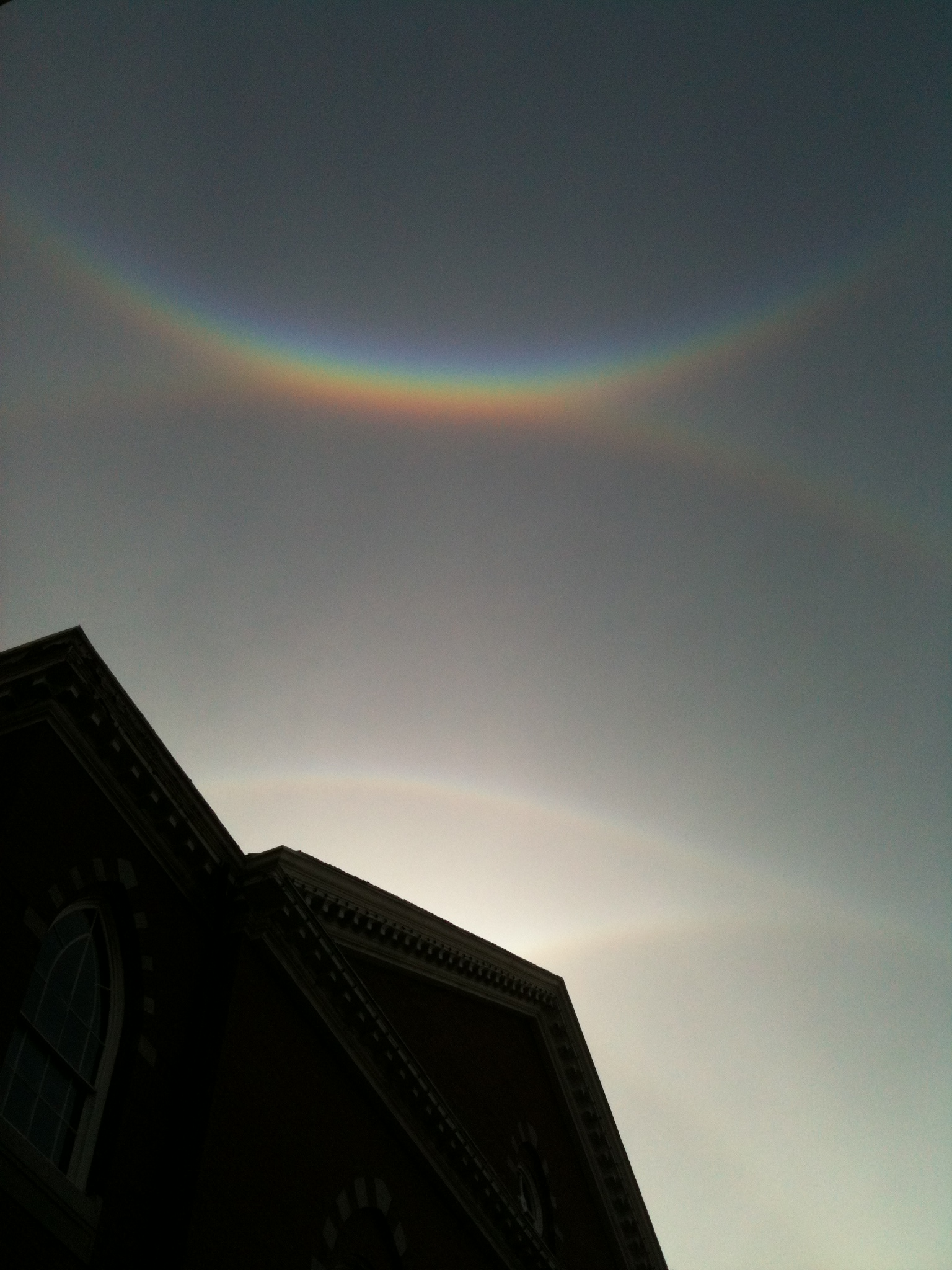
Vòng cung tròn thiên đỉnh xuất hiện tại Salem, Massachusetts, ngày 27 tháng 10 năm 2012. Cũng có thể nhìn thấy vòng cung siêu đối xứng, vòng cung Parry và vòng cung tiếp tuyến trên.

Vòng cung tròn thiên đỉnh (CZA) (tiếng Anh: circumzenithal arc hoặc circumzenith arc) còn được gọi là cầu vồng ngược hay vòng cung Bravais, là một hiện tượng quang học có hình dạng tương tự cầu vồng. Hiện tượng này là một trong các loại hào quang phát sinh từ sự khúc xạ ánh sáng mặt trời qua các tinh thể băng, điển hình là trong các đám mây ti hoặc mây ti tầng, hoàn toàn không phải từ những hạt mưa. Cung thiên đỉnh nằm ở vị trí cách Mặt Trời một khoảng cách góc đáng kể (khoảng 46°) và thường có hình dạng một phần tư của một vòng tròn có tâm tại thiên đỉnh. Được gọi là "nụ cười trên bầu trời", ấn tượng đầu tiên là nó giống như một cầu vồng ngược. CZA là một trong các loại hào quang sáng sáng nhất và có nhiều màu sắc nhất. Màu sắc của nó, từ màu tím ở phía trên cùng cho đến màu đỏ phía dưới cùng, tinh khiết hơn màu sắc của cầu vồng vì có sự chồng chéo ít hơn nhiều trong sự hình thành của chúng.
Sự phân bố cường độ sáng dọc theo vòng cung tròn thiên đỉnh đòi hỏi phải xem xét một số hiệu ứng gồm: biên độ phản xạ và truyền theo Fresnel, suy giảm bức xạ trong khí quyển, sự tán sắc (liên quan đến chiều rộng của cung), tán sắc góc phương vị và các ràng buộc hình học khác. Trong thực tế, CZA sáng rõ rệt nhất khi Mặt Trời ở độ cao khoảng 20°. Trái với nhận thức thông thường, CZA không phải là một hiện tượng hiếm gặp, nhưng nó có xu hướng bị bỏ qua vì nó xảy ra quá xa khỏi tầm mắt. Nên tìm nó nếu quan sát thấy Mặt Trời giả, vì loại tinh thể băng gây ra hiện tượng này (các tinh thể lục lăng dạng đĩa theo hướng nằm ngang) cũng gây ra CZA.

## Sự hình thành
Ánh sáng hình thành nên CZA đi vào một tinh thể băng hình lăng trụ lục giác qua mặt đáy trên phẳng của nó và thoát ra qua một mặt bên. Chùm ánh sáng gần song song của Mặt Trời được khúc xạ qua các tinh thể có bản chất giống như một lăng kính 90°, đây là nguyên nhân cho sự tán sắc màu rộng và độ tinh khiết của màu. CZA chỉ có thể hình thành khi Mặt Trời ở độ cao thấp hơn 32,2°. CZA sáng nhất khi Mặt Trời cao 22° so với đường chân trời khiến cho các tia sáng Mặt Trời đi vào và thoát ra khỏi các tinh thể ở góc lệch tối thiểu; vì thế nó còn có bán kính góc khoảng 22° và độ rộng khoảng 3°. Bán kính của CZA thay đổi trong khoảng từ 32,2° xuống đến 0° tùy theo độ cao của Mặt Trời, càng gần tới một trong hai cận giá trị này CZA trở nên càng mờ nhạt. Khi Mặt Trời lên cao quá 32,2°, ánh sáng sẽ thoát ra khỏi các tinh thể qua mặt dưới thay vì mặt bên, để góp phần tạo ra vòng tròn parhelic gần như không màu.
Bởi hiện tượng này cũng đòi hỏi các tinh thể băng phải được định hướng theo cùng một hướng xác định, nó chỉ xảy ra trong trường hợp không có sự nhiễu động không khí và không có luồng khí lên xuống đáng kể.

## Vòng cung tròn thiên đỉnh Mặt Trăng
Như với tất cả các loại hào quang khác, CZA cũng có thể được gây ra bởi ánh sáng từ Mặt Trăng: khi đó được gọi là vòng cung tròn thiên đỉnh Mặt Trăng, Sự xuất hiện của nó hiếm hơn so với của Mặt Trời, vì nó đòi hỏi Mặt Trăng phải đủ sáng, thường chỉ xảy ra trong trường hợp trăng tròn.

## Thực nghiệm

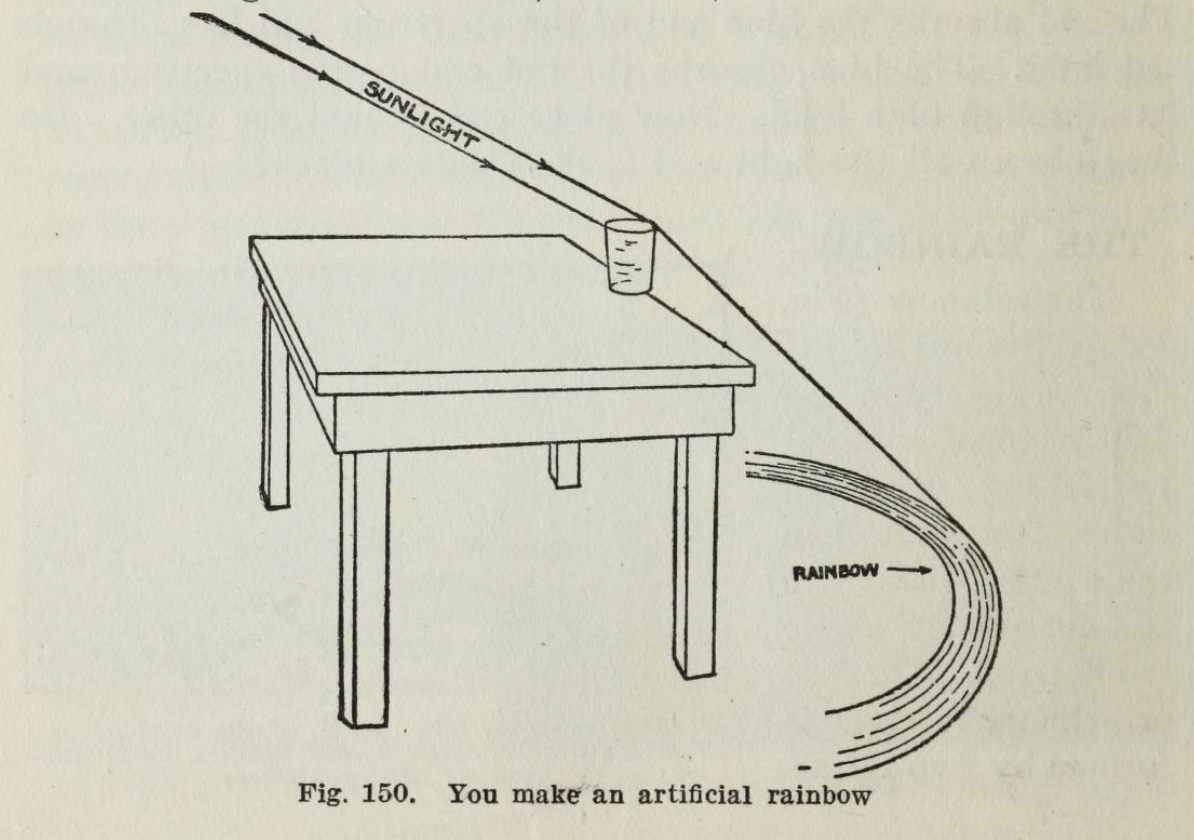
Thí nghiệm biểu diễn sự khúc xạ tương tự vòng cung trong thiên đỉnh. Ở đây, nó bị gắn nhãn nhầm là cầu vồng nhân tạo trong cuốn sách của Gilbert

Một thí nghiệm ly với thủy tinh (được biết đến ít nhất là từ năm 1920 hoặc thậm chí lâu hơn, xem ảnh bên) có thể được sử dụng để tạo ra một vòng cung tròn thiên đỉnh nhân tạo. Chiếu sáng (dưới một góc thấp) lên mặt thoáng của nước trong một ly thủy tinh hình trụ chứa gần đầy nước để ánh sáng khúc xạ vào trong nước. Ly nước nên được đặt ở mép bàn. Lần khúc xạ thứ hai ở mặt bên của ly hình trụ là khúc xạ tia xiên. Khúc xạ tổng thể được chứng tỏ là tương đương với sự khúc xạ thông qua một tinh thể tấm lục giác thẳng đứng khi xét trung bình góc quay. Một vòng cung nhân tạo đầy màu sắc sau đó sẽ xuất hiện được chiếu trên sàn nhà. Các hào quang nhân tạo khác có thể được tạo ra theo cách tương tự.